# (2798) Vergilius
(2798) Vergilius es un asteroide perteneciente al cinturón de asteroides descubierto por Ingrid van Houten-Groeneveld, Cornelis Johannes van Houten y Tom Gehrels el 24 de septiembre de 1960 desde el observatorio del Monte Palomar, Estados Unidos.

## Designación y nombre
Vergilius fue designado al principio como 2009 P-L.
Más adelante, en 1990, se nombró en honor del poeta romano Virgilio (70-19 a. C.).

## Características orbitales
Vergilius orbita a una distancia media del Sol de 2,418 ua, pudiendo acercarse hasta 2,276 ua y alejarse hasta 2,56 ua. Su excentricidad es 0,05883 y la inclinación orbital 5,324 grados. Emplea 1373 días en completar una órbita alrededor del Sol.

## Características físicas
La magnitud absoluta de Vergilius es 13,1.